# The Graduate (livro)
The Graduate (no Brasil, A primeira noite de um homem / em Portugal, A primeira noite) é o primeiro romance do escritor estadunidense Charles Webb. Foi publicado em 1963.
Há duvidas em relação ao livro, alguns dizem que são relatos do que realmente aconteceu em Passadina.